# Blossia hessei
Espèce
Blossia hessei est une espèce de solifuges de la famille des Daesiidae.

## Distribution
Cette espèce est endémique d'Afrique du Sud.

## Description
Le mâle mesure 9,5 mm.

## Publication originale
- Lawrence, 1929 : New South African Solifugae. Annals of the South African Museum, vol. 29, p. 153–179.